# Louis-Alexandre Foucher de Careil

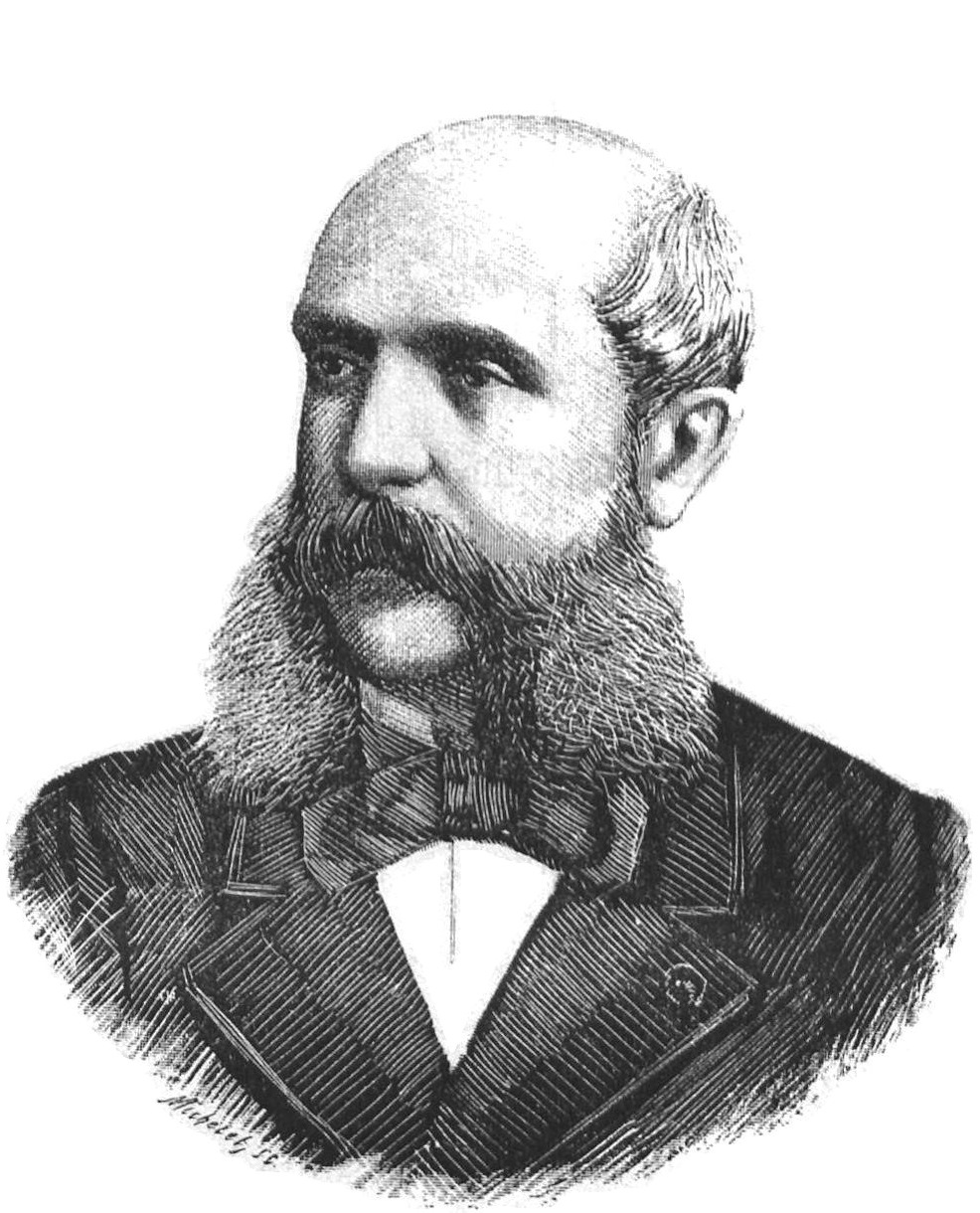
Louis-Alexandre Foucher de Careil

Louis-Alexandre Foucher de Careil (* 1. Mai 1826 in Paris; † 10. Januar 1891 ebenda) war ein französischer philosophischer Schriftsteller, Diplomat und Politiker.

## Leben
Louis-Alexandre Foucher de Careil war ein Enkel des Generals Louis François Foucher de Careil. Er unternahm nach gründlichen Universitätsstudien bedeutende Studienreisen. 1861 wurde er Mitglied des Generalrats für Calvados, wo er bedeutende Besitzungen hatte. 1869 reiste er in die Vereinigten Staaten und fungierte nach seiner Rückkehr nach Frankreich während des Deutsch-Französischen Kriegs als Generaldirektor der Lazarette der Bretagne-Armee. Im März 1871 wurde er Präfekt des Départements Côtes-du-Nord und im Mai 1872 Präfekt des Départements Seine-et-Marne. Im September 1871 war seine Ernennung zum Offizier der Ehrenlegion erfolgt. Im Mai 1873 wurde er von Broglie als Präfekt abgesetzt. 1876 und 1882 wurde er vom Département Seine-et-Marne in den Senat gewählt, wo er zum linken Zentrum gehörte. Im August 1883 zum Botschafter der französischen Republik in Wien ernannt, legte er diese Funktion aber wegen der Verabschiedung des Gesetzes zur Ausweisung der Prinzen von Orléans aus Frankreich im Juni 1886 nieder. Er starb am 10. Januar 1891 im Alter von 64 Jahren in Paris.
Foucher de Careil war ein gründlicher Kenner der Leibnizschen Philosophie und arbeitete viele Jahre lang an einer neuen, vollständigen, auf 20 Bände berechnete Ausgabe der Œuvres de Leibniz, von der (seit 1859) 7 Bände erschienen sind. Diese sollte auch sein von der Akademie mit einem Preis gekröntes Mémoire sur la philosophie de Leibniz enthalten. Seine Befähigung dazu hat Foucher de Careil durch verschiedene Leibniziana und einschlägige Untersuchungen bewiesen. Dahin gehören u. a. folgende Werke:
- Réfutation inédite de Spinoza par Leibniz, Paris 1854
- Lettres et opuscules inédits de Leibniz, 1854
- Nouvelles lettres et opuscules inédits de Leibniz, 1857
- Lettres de Leibniz, Bossuet, Pellisson, ... , 1859 (zum ersten Mal nach den Originalmanuskripten veröffentlicht, den ersten Band der Œuvres bildend)
- Leibniz, la philosophie juive et la Cabbale, 1861
- Leibniz, Descartes et Spinoza, 1863

An weiteren Werken schrieb Foucher de Careil u. a.:
- Descartes et la princesse Palatine, 1862
- Hegel et Schopenhauer: études sur la philosophie allemande moderne depuis Kant jusqu’à nos jours, 1862; deutsch von Singer, Wien 1888
- Goethe et son œuvre, 1865
- Descartes, la princesse Élisabeth et la reine Christine d’après des lettres inédites, 1879